# شاهزاده آوالانش
شاهزاده آوالانش یا شاهزاده بهمن (انگلیسی: Prince Avalanche) یک فیلم کمدی-درام آمریکایی محصول سال ۲۰۱۳ به نویسندگی و کارگردانی دیوید گوردون گرین با بازی پل راد و امیل هرش است.
داستان فیلم در مورد دو کارگر بزرگراه است که بیشتر وقتشان را در خارج از شهر می‌گذرانند. بعد از مدتی این دو می‌فهمند که در بعضی موضوعات با هم اختلاف نظر دارند و …

## انتشار
این فیلم اولین بار در جشنواره فیلم ساندنس ۲۰۱۳ در ۲۰ ژانویه به نمایش درآمد. سپس اولین نمایش بین‌المللی خود را در شصت و سومین جشنواره بین‌المللی فیلم برلین در ۱۳ فوریه ۲۰۱۳ انجام داد جایی که دیوید گوردون گرین برنده خرس نقره‌ای بهترین کارگردانی شد. پس از آن در جشنواره‌های ایالات متحده مانند جشنواره فیلم جنوب از جنوب غربی و مریلند به نمایش درآمد.

## بازخوردها
- این فیلم بر اساس ۱۲۳ بررسی با میانگین امتیاز ۷ از ۱۰ در راتن تومیتوز دارای ۸۲ درصد تاییدیه است.[۶]
- در متاکریتیک بر اساس رای ۲۹ منتقد، امتیاز ۷۳ از ۱۰۰ را به فیلم می‌دهد که نشان دهنده "بررسی‌های عموماً مطلوب" است.[۷]